# Allan Chase
Allan Chase (* 22. Juni 1956 in Willimantic, Connecticut) ist ein US-amerikanischer Jazz- und Improvisationsmusiker (Altsaxophon).

## Leben und Wirken
Chase, der überwiegend in Phoenix (Arizona) aufwuchs, erhielt seinen Bachelor-Abschluss in Musiktheorie und Komposition 1978 an der Arizona State University. Nach mehreren Aufenthalten am Creative Music Studio bei Anthony Braxton, Roscoe Mitchell, Karl Berger und George Lewis studierte er ab 1980 am Berklee College of Music bei Jaki Byard. Seine Masterarbeit schrieb er über die Musik von Sun Ra.
Von 1981 bis 1995 war Chase Mitglied des Your Neighborhood Saxophone Quartet, mit dem er sechs Alben aufnahm und zehn Europatourneen absolvierte. Seit 1992 war er außerdem Mitglied von Rashied Alis Quintett Prima Materia und wirkte an vier Alben der Gruppe mit. Weitere Aufnahmen entstanden u. a. mit Gunther Schuller, John Zorn, Dominique Eade, Joe Morris und Stanley Cowell. Als Sideman arbeitete er u. a. mit Alan Dawson, Teddy Kotick, Mick Goodrick, Lewis Nash, Fred Hersch und Andrew Cyrille. 
1995 veröffentlichte Chase mit einem eigenen Quartett (mit Ron Horton, Tony Scherr und Matt Wilson) sein Debütalbum Dark Clouds with Silver Linings, das in die Top-Ten-Liste der Jazzalben der Zeitschriften Boston Globe, Jazziz und Boston Phoenix aufgenommen wurde. Auf seiner zweiten CD, Phoenix (2000), steht der Schlagzeuger Lewis Nash im Mittelpunkt. 2023 legte er mit Jed Wilson und Tony Falco das Album Embodied Ephemeral vor.
Von 1994 bis 2012 unterrichtete Chase am New England Conservatory, wo er von 1996 bis 2001 die Abteilung Jazz Studies and Improvisation und von 2005 bis 2008 jene für  Contemporary Improvisation leitete; von 2000 bis 2006 war er Dekan der Fakultät. Seit 2008 verantwortete er die Gehörbildung am Berklee College of Music.